# Takla-Makán
A Takla-Makán homoksivatag Közép-Ázsiában, Kína Hszincsiang-Ujgur tartományában, a lefolyástalan Tarim-medencében, a Kunlun hegységtől északra, a Pamír és a Tien-san hegységektől keletre, illetve délre.
A világ egyik legnagyobb homoksivataga és a nem sarki sivatagok közül a 15. legnagyobb. Területe 270 000 km², legnagyobb hosszúsága mintegy 1000, legnagyobb szélessége mintegy 400 kilométer.
Északi és déli szegélyén haladt át a selyemút egy-egy ága." 
Kína néhány évvel ezelőtt építette meg a sivatag déli részében lévő Hotánt és az északi Luntait összekötő Tarim sivatagi főutat.

## Éghajlata

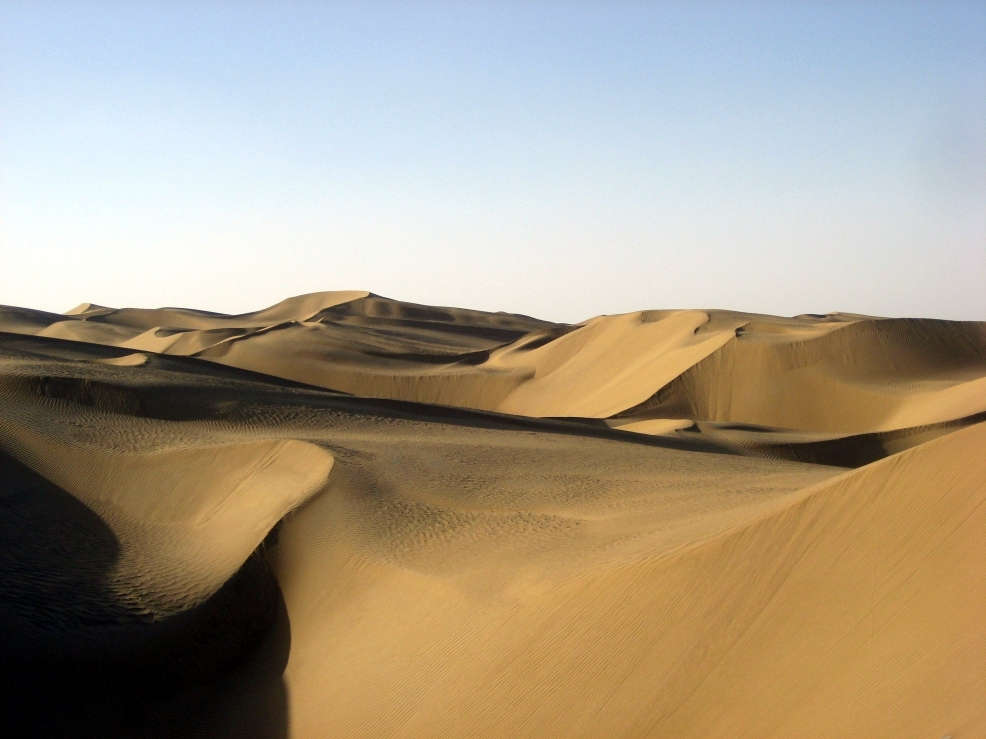
A Takla-Makán

A Takla-Makán a hideg sivatag tipikus példája. Klímáját főleg az alakítja, hogy mélyen a kontinens belsejében fekszik, több ezer kilométernyire az óceántól, és viszonylag közel Szibéria hideg légtömegeihez. Éjszakái nyáron is hidegek, télen pedig a sivatagban −20 °C-ot is mértek. A sivatag éghajlata igen szélsőséges: A 2019-es év nyara azonban itt is rekord meleget hozott. Július végén 40 fok fölötti hőmérséklet uralkodott és éjszaka sem hűlt a levegő 27 fok alá. A 2008-as kínai téli viharok idején fordult elő emberemlékezet óta először, hogy a teljes Takla-Makánt hóréteg borította, egyes helyeken négy centiméteres vastagságban.

## Külső hivatkozások
Angol nyelven:
- Photos of area in China
- Satellite Images from China
- Personal experiences
- Photos of mummies